# Girafe
Giraffa camelopardalis
Pour les articles homonymes, voir Girafe (homonymie).
Genre
Espèce
Synonymes
- Cervus camelopardalis Linnaeus, 1758
(protonyme)

Répartition géographique
Statut de conservation UICN

 VU : Vulnérable
La Girafe (Giraffa camelopardalis) est une espèce de mammifères ongulés artiodactyles, du groupe des ruminants, vivant dans les savanes africaines et répandue du Tchad jusqu'en Afrique du Sud. Son nom commun vient de l'arabe زرافة, zarāfah, mais l'animal fut anciennement appelé camélopard, du latin camelopardus, contraction de camelus (chameau) en raison du long cou et de pardus (léopard) en raison des taches recouvrant son corps. Après des millions d'années d'évolution, la girafe a acquis une anatomie unique avec un cou particulièrement allongé qui lui permet notamment de brouter haut dans les arbres.
Neuf populations, se différenciant par leurs robes et formes, ont été décrites par les naturalistes depuis le XIXe siècle parfois comme espèces à part entière, mais généralement considérées comme simples sous-espèces jusqu'au XXIe siècle. Cependant, la taxonomie des girafes est actuellement débattue parmi les scientifiques.
L'espèce est considérée comme vulnérable par l'UICN : il y avait 155 000 individus en 1985 et il n'y en a plus que 97 000 en 2015, soit une diminution approchant 40 % en 30 ans.

## Étymologie
Le substantif féminin,,, « girafe » est un emprunt,, à l'italien giraffa, lui-même emprunté à l'arabe zurāfa pour l'arabe classique zarāfa,.

## Description

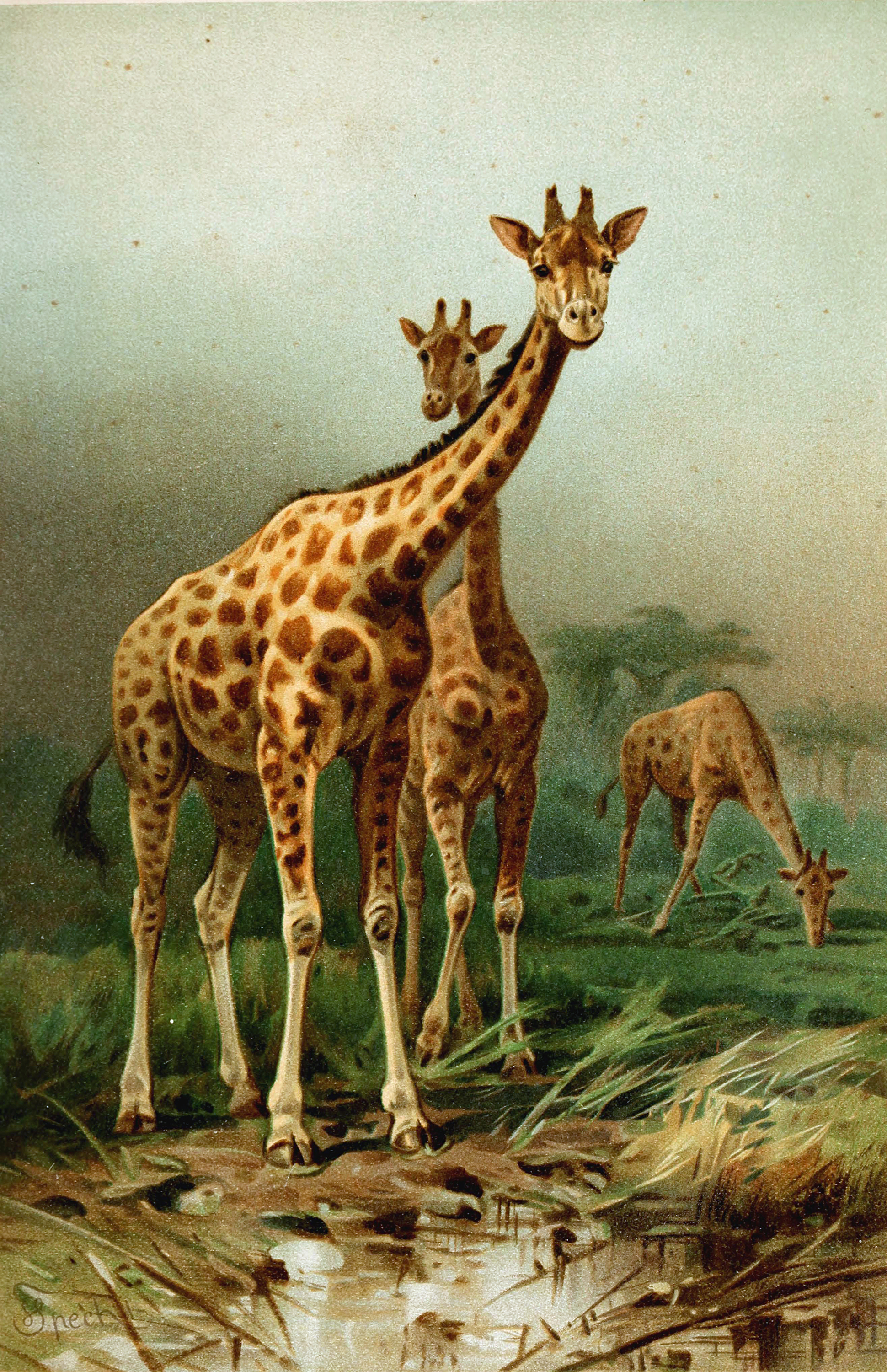
Trois girafes dans la savane.

Il s'agit de l'animal actuel le plus grand en hauteur, pouvant, grâce à la longueur de son cou, atteindre 5,50 m et même 5,80 m. Les girafes femelles mesurent, à l'âge adulte, entre 4,00 et 4,60 mètres de hauteur, soit 4,30 m en moyenne. Cependant, leur cou comporte le même nombre de vertèbres cervicales (7, d'environ 40 cm chacune) que la plupart des autres mammifères (à l'exception des lamantins et des paresseux). Les girafes dorment très peu, moins de deux heures par 24 heures, et plus volontiers le jour, pouvant ainsi continuer à surveiller l'horizon. En réalité, elles somnolent debout, les yeux grands ouverts et sur des périodes allant de 1 à 30 minutes d'affilée. Le poids d'une girafe varie entre 750 et 1 100 kg pour les femelles et peut aller jusqu'à 2 000 kg pour les mâles. Son pelage à dominante rousse est réticulé ou tacheté de jaune ; son ventre est blanc. Sa queue, mince et longue, terminée par un pinceau de poils noirs, mesure de 70 à 100 cm.
La tête porte deux ossicônes, des appendices osseux recouverts de peau. Les ossicônes des femelles sont couverts d'une touffe de poils tandis que ceux des mâles en sont pratiquement dépourvus après quelques combats. Les mâles développent parfois en plus des dépôts de calcium sur leur crâne qui finissent par donner l'impression qu'un troisième ossicône est présent.
Ses caractéristiques physiques, notamment la longueur de ses membres et de son cou, font qu'elle est considérée par la NASA comme le modèle idéal pour étudier l'effet de la gravité sur la circulation sanguine. Les phlébologues de la NASA ont copié son réseau sanguin pour réaliser la combinaison anti-G des pilotes de chasse et astronautes.
Son cœur de 11 kg, au myocarde renforcé, pompe 60 litres de sang et bat à 170 pulsations par minute, ce qui donne une pression artérielle deux fois supérieure à la pression humaine. Dans les artères du cou, tout un réseau de muscles annulaires aide à hisser le sang jusqu'au cerveau. Dans les veines, des valvules orientent le sang vers le cœur. Lorsque l'animal baisse la tête au sol, les valvules de la jugulaire sont fonctionnelles et empêchent le sang de retomber vers le cerveau (ce qui conduirait à un « voile rouge »). La veine jugulaire de la girafe est la plus longue et la plus droite du monde animal et possède 9 valvules. En 1993, à Vincennes, son endoscopie confirma que les constituants anatomiques d'une veine sont orientés en fonction de son axe d'aplatissement et donc qu'une veine a bien deux faces et deux bords. En bas des jambes, où la pression est énorme, un système de capillaires sanguins très résistants (le rete mirabile, ou merveilleux réseau), comparables à ceux de l'espèce humaine, empêche un œdème fatal.
Contrairement à une idée répandue, les girafes possèdent des cordes vocales mais elles n'émettent que très rarement des sons, se reposant davantage sur la vision que sur l'audition pour communiquer via par exemple des postures et des mouvements du cou et de la tête. Dans l'obscurité, les girafes ont tout de même recours à une communication orale, elles produisent un bruit sourd, une sorte de bourdonnement autour de 92 Hz, c'est-à-dire à la limite de la perception humaine. Néanmoins, il est possible d'entendre les girafons en situation de stress pousser un genre de beuglement approchant celui des bovins. La girafe est le seul mammifère terrestre qui ne bâille pas,.
Son espérance de vie serait de l'ordre de 10 à 15 ans ou de 26 ans en milieu sauvage (selon les sources), et de 27 à plus de 36 ans en captivité. Un mâle girafe du Kordofan a vécu 30 ans au Bioparc de Doué-la-Fontaine, il était le doyen de la population captive européenne.

## Écologie et comportement

### Régime alimentaire

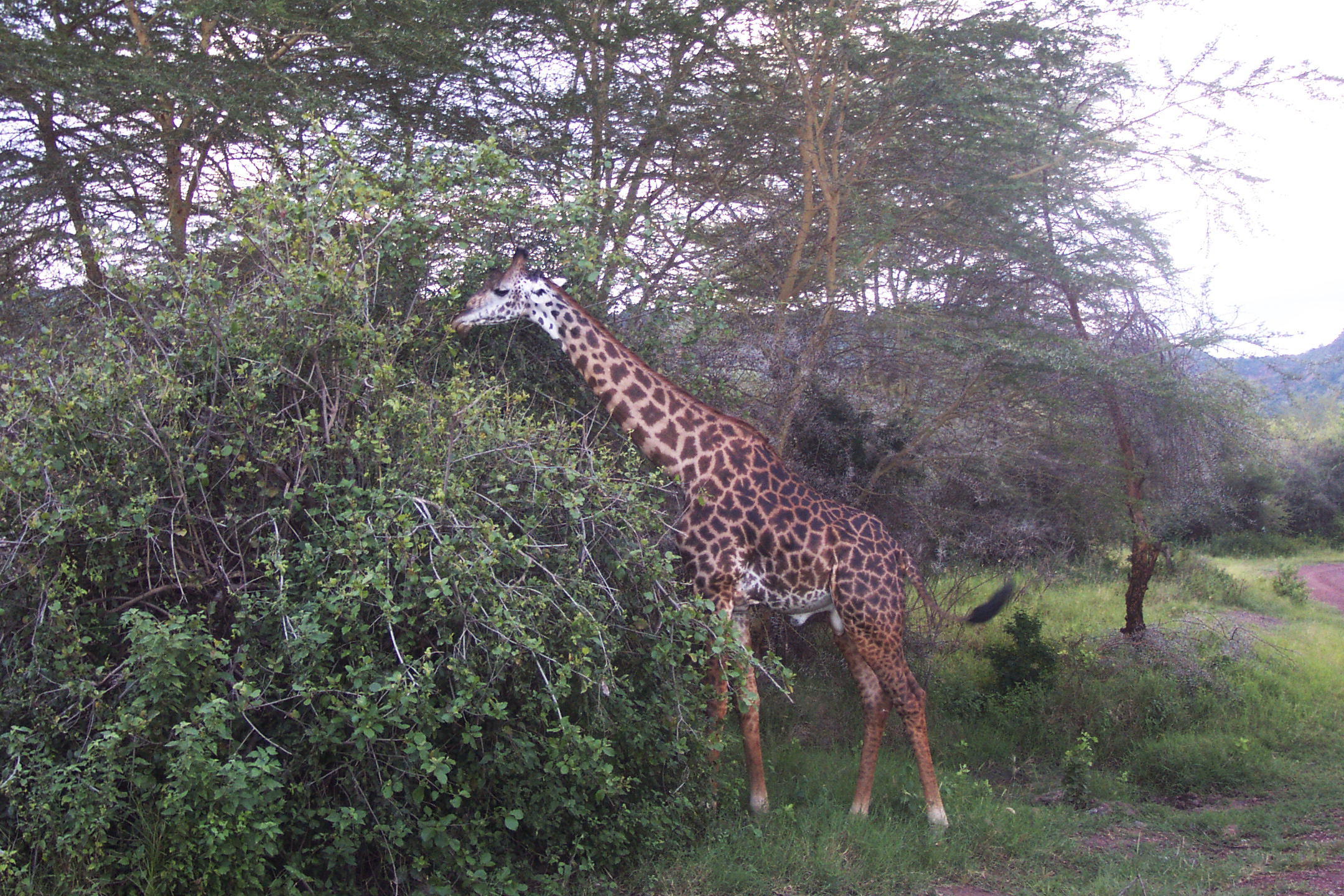
Girafe se restaurant en Tanzanie.

La girafe se nourrit de feuilles d'arbre très nutritives, essentiellement des fabaceae, riches en sels minéraux car la girafe a besoin de 20 grammes de calcium par jour. Elle peut occasionnellement se nourrir de fleurs, fruits, graines ou cosses. Sa consommation quotidienne va de 7 kg (en cas de nourriture rare) à 70 kg (nourriture abondante). Elle ne se nourrit ou ne s'abreuve au sol qu'en écartant les pattes de devant ou en pliant les genoux, après avoir bien inspecté les alentours. Elle lève souvent la tête entre deux gorgées lorsqu'elle est dans cette posture périlleuse, mais elle trouve l'essentiel de ses besoins en eau dans la nourriture et ne va boire que tous les 1 à 2 jours.

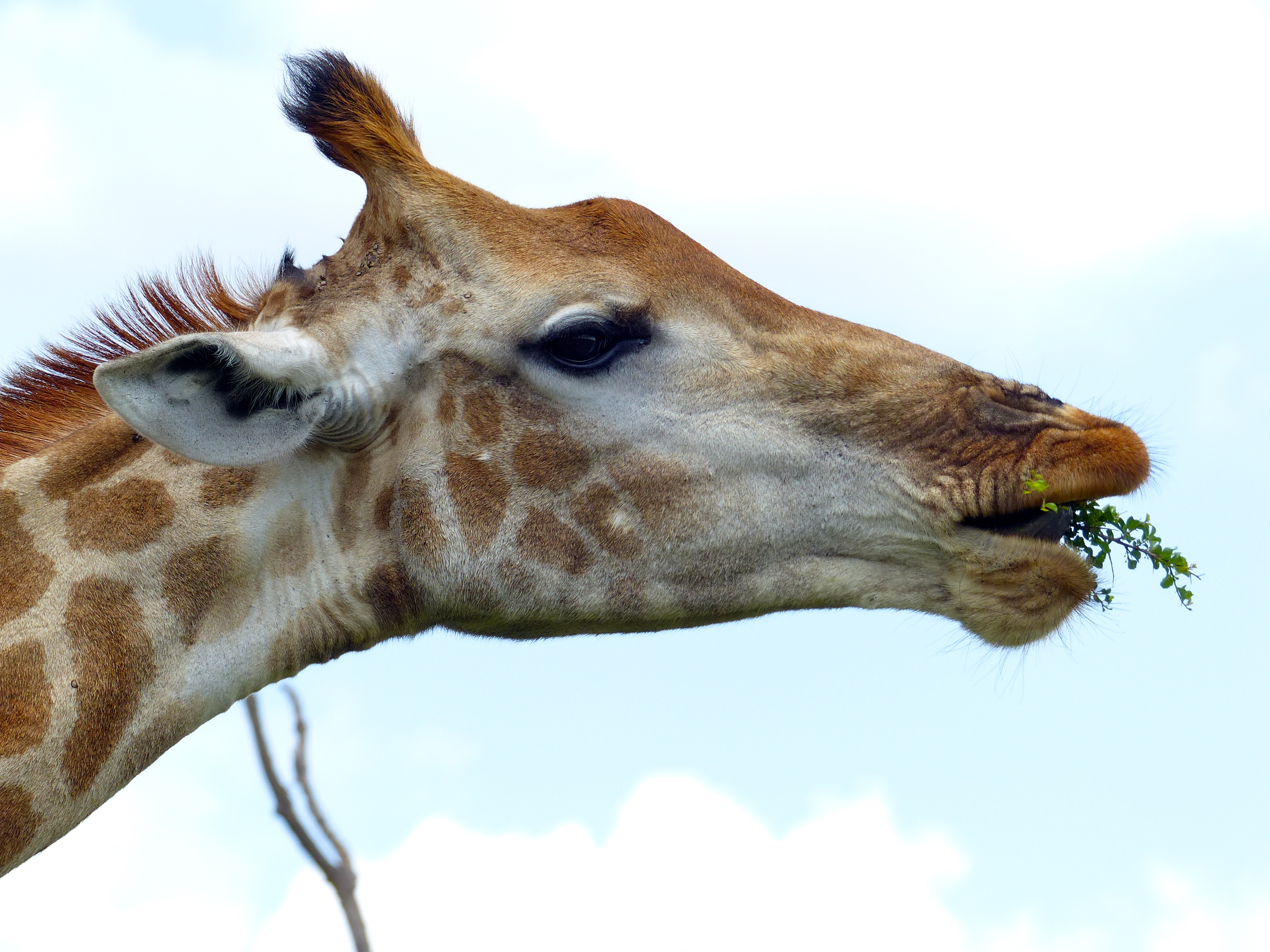
Giraffa camelopardalis giraffa.

Les acacias de la savane ont atteint des tailles leur permettant d'échapper aux zèbres et aux antilopes, mais leurs feuilles les plus tendres poussent entre deux et six mètres, ce qui constitue pour la girafe la hauteur idéale et sa niche alimentaire. Sa langue bleue et préhensile est la plus puissante, la plus coriace et la plus longue (55 cm) parmi les ongulés. Elle peut l'allonger pour atteindre les pousses les plus tendres entre les barrières d'épines d'acacias. La girafe n'a pas d'incisives à la mâchoire supérieure. Elle saisit donc les pousses d'acacias avec sa langue, puis les guide entre ses lèvres, referme la bouche et tire la tête en arrière pour racler les feuilles grâce à ses dents du bas.
Certains acacias (Acacia drepanolobium) sont protégés parce qu'ils hébergent des galles de fourmis agressives du genre Crematogaster,, à la morsure cuisante pour la bouche et les lèvres des girafes. Les acacias broutés émettent plus de nectar servant de nourriture à ces fourmis[réf. nécessaire] ainsi qu'une hormone végétale de stress leur permettant d'augmenter leur production de tanin, ce qui rend les feuilles plus amères et moins appétissantes pour la girafe, laquelle s'éloigne alors pour aller brouter plus loin. Cette boucle de rétroaction expliquerait que les girafes et les éléphants n'ont jamais surexploité les acacias.

### Sexualité et reproduction

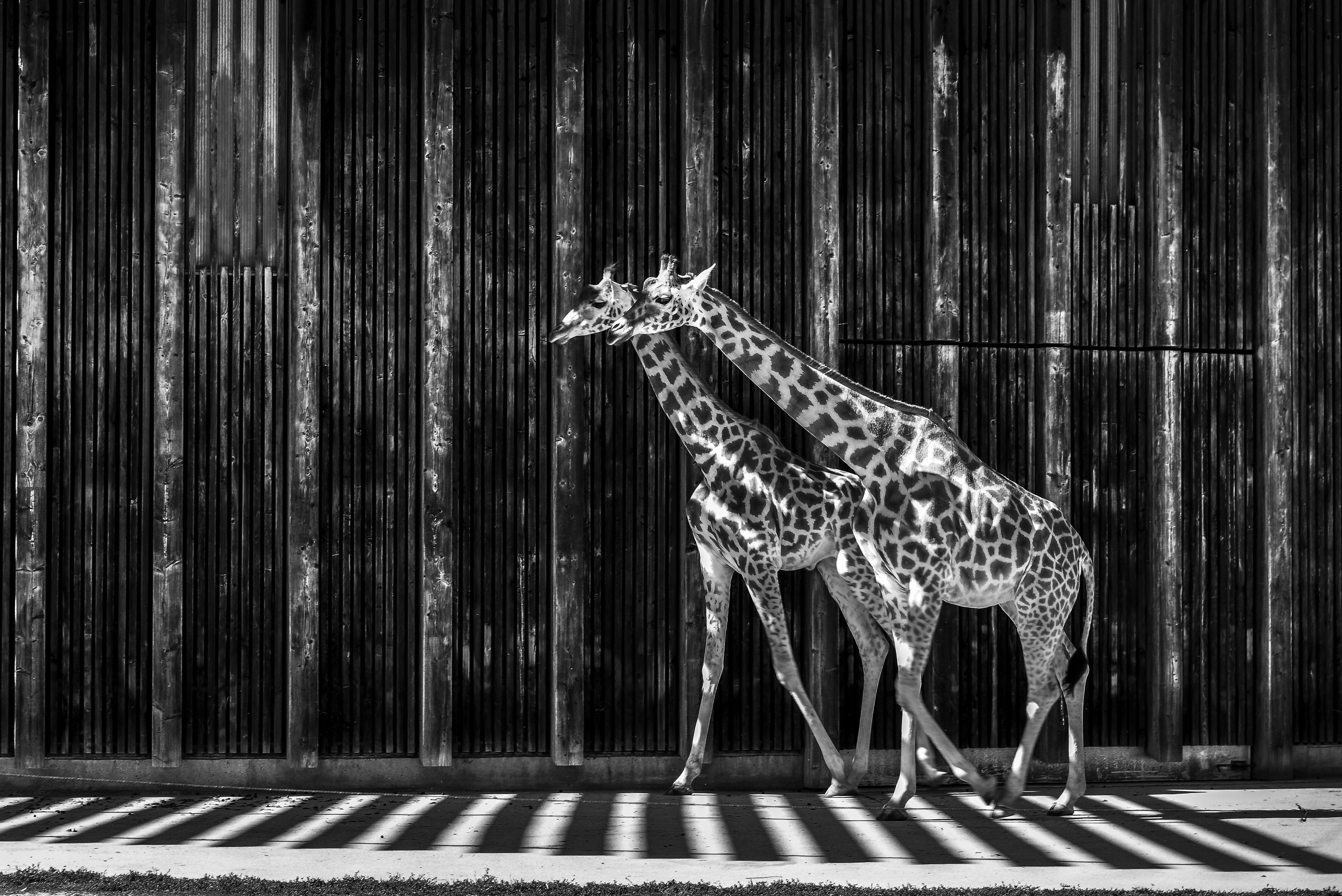
Girafes du Zoo de Lyon

Les girafes n'ont pas de saison de reproduction définie. Les femelles sont constamment sollicitées par les mâles. Cependant, la conception a généralement lieu à la saison des pluies et les naissances se produisent entre mai et août dans des périodes sèches.
Tous les 15 jours, les femelles sont sexuellement réceptives pendant une journée. Les mâles doivent donc rapidement trouver une femelle apte à procréer. Si la femelle est réceptive, celle-ci tourne autour du mâle et prend une position d'accouplement. Tous les 20 à 30 mois, les femelles se reproduisent.

#### Girafe mâle

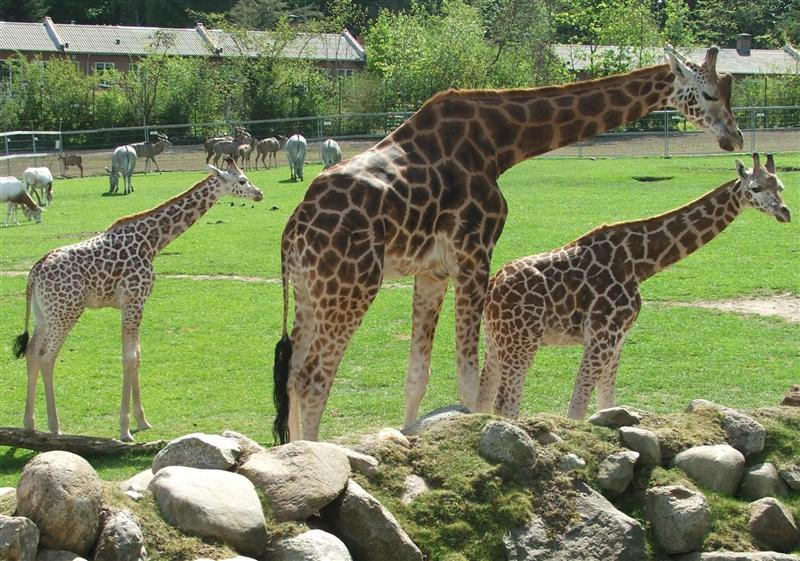
Girafe — Zoo d'Aalborg.

Le grand mâle parcourt les pâtures des femelles pour trouver une partenaire. Il tente de dominer ses rivaux en leur coupant le passage et en dressant sa tête le plus haut possible. Le combat éclate lorsqu'un rival refuse de baisser la tête, de laisser le passage, ou fronce la lèvre en sa présence.
Dans les combats, les mâles utilisent leur tête comme une massue, qui est lourde, cornue et bosselée (comportement appelé « necking »). Ses ossicônes sont massifs et durs comme de l'ivoire et sur son front pousse une excroissance osseuse, la corne médiane.
Les deux mâles se cognent jusqu'à ce que l'un d'eux abandonne. La tête d'un mâle de 15 ans pèse 10 kg de plus que celle d'un jeune adulte de 7 ans, ce qui lui permet de gagner à tous les coups, mais le perdant est rarement tué et ils ne se battent jamais à coups de sabots.
Une fois qu'un mâle a conquis une femelle, ses amours sont caressantes et paisibles, avec beaucoup de coups de langue.

#### Girafe femelle et girafon (ou girafeau)

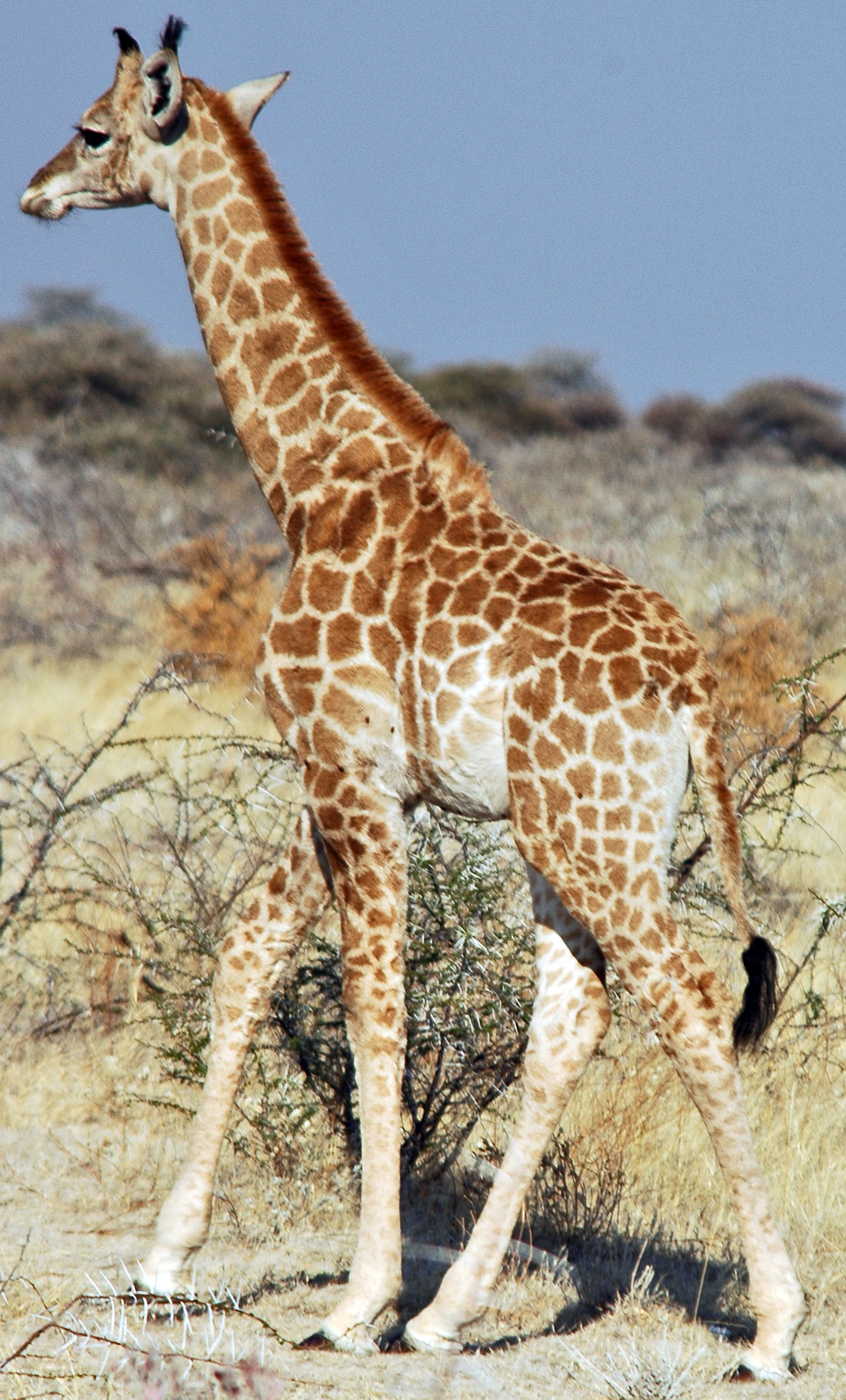
Un girafon.

La girafe peut commencer à mettre bas dès l'âge de cinq ans. La gestation dure environ 15 mois. La mise bas s'effectue debout et le girafon tombe de près de deux mètres de haut. Il y a des risques que le girafon meure à la naissance, car en tombant il peut se blesser, et notamment se briser la nuque, même si cela reste très rare. La girafe met au monde le plus souvent un seul petit à la fois, exceptionnellement deux.
À la naissance, le girafon mesure deux mètres pour un poids variant de 40 à 80 kg. Les jambes sont plus longues que le cou et sortent les premières. Le cou est proportionnellement moins long que celui des adultes. Sur la tête, deux touffes de poils noirs recouvrent les cartilages des futurs ossicônes, qui se souderont avec les os du crâne. Il s'agit de l'un des rares animaux dont les appendices crâniens existent dès la naissance.
La girafe n'adopte son petit que s'il est capable de se tenir rapidement debout (généralement au bout de 15 minutes) et de stimuler la lactation. Au bout d'une heure, il doit tenir sur ses pattes pour atteindre les mamelles de sa mère où il pourra se nourrir d'un lait très gras. Dans le cas contraire, elle l'abandonne ou même le tue.
La mère se fait comprendre de son petit en le caressant avec le bout de son museau ou avec un langage sonore d'une fréquence trop basse pour les humains. Elle l'incite ainsi à la suivre et à la téter, créant le lien maternel.
Le girafon grandit d'un mètre durant la première année de sa vie. À six mois, il approche les trois mètres et à sept ans, il aura sa taille d'adulte avec un minimum de cinq mètres.
Le sevrage intervient au bout de 12 à 16 mois mais le girafon peut rester avec sa mère jusqu'à l'âge de deux ans et demi. Après cette période, il est gardé dans une « nurserie » qui permet à sa mère d'aller s'alimenter. La maturité sexuelle est acquise au bout de trois à quatre ans pour un girafon femelle, et quatre à cinq ans pour un mâle.

#### Bisexualité
Les girafes sont communément bisexuelles. D'après le biologiste Günter Strauss, dans certains groupes de girafes, 90 % des actes sexuels observés sont de type homosexuel. Certains actes entre girafes induisent des interprétations ambivalentes, divergentes selon les experts : Stephanie Fennessy, directrice de la Giraffe Conservation Foundation en Namibie, assimile certaines interactions à de simples comportements de domination où les individus de même sexe se font concurrence ; Natalie Cooper, chercheuse au Musée d’histoire naturelle, estime pour sa part que des caresses, léchages et chevauchements entre individus du même sexe ne sont pas systématiquement des actes agressifs et peuvent même ne pas être du tout agressifs, parfois inclure une stimulation génitale. Selon elle, il s'agit d'un comportement fréquent chez les mâles, et qui peut être aussi observé chez les femelles. Néanmoins, Natalie Cooper affirme qu'il serait erroné de qualifier les girafes d'« homosexuelles », au sens de l'homosexualité exclusive, car toutes ont ou tentent d'avoir des relations hétérosexuelles.
S'appuyant sur le livre Biological Exuberance de Bruce Bagemihl, The Telegraph indique que la girafe semble être l'animal le plus homosexuel. Geir Söli, du musée d'histoire naturelle d'Oslo, affirme que, d'une manière générale, les zoologistes ignoraient fréquemment l'homosexualité animale de leurs sujets de recherche, et, concernant la girafe, alors qu'un simple reniflement de la part d'un mâle envers une femelle était considéré comme un « intérêt sexuel », un mâle en chevauchant un autre était analysé comme un « combat territorial », même en cas d'éjaculation. Selon Bruce Bagemihl, 94% des girafes mâles et 1% des girafes femelles ont une activité homosexuelle.

### Prédateurs
Adulte et en bonne santé, la girafe n'a à craindre que le lion, bien qu'elle puisse le tuer d'un coup de sabot. Par contre, les jeunes qui échappent à la surveillance de leur mère ou isolés du troupeau et les sujets affaiblis par la vieillesse, la maladie ou une blessure peuvent être la proie de prédateurs comme les lions, les hyènes rayées, les hyènes tachetées, les léopards ou les lycaons. C'est ainsi que trois girafons sur quatre se font tuer avant l'âge de trois mois[réf. nécessaire]. Aux points d'eau, les girafons peuvent aussi être victimes des crocodiles. La girafe se repose et dort debout. Ce n'est que si elle se sent parfaitement en sécurité qu'elle dormira et se reposera par terre ; sa stature la rend vulnérable aux prédateurs, car elle met un certain temps à se relever.

### Course
Lorsqu'elle court, elle va à l'amble, à l'instar du chameau ou de l'ours, c'est-à-dire qu'elle lève ensemble les deux pattes du même côté. En vitesse de croisière, elle court à 15 km/h mais peut accélérer à 56 km/h en prenant un curieux galop. Les pattes avant se lèvent ensemble mais largement écartées, ce qui évite que ses sabots s'entrechoquent.
Son galop particulier est facilité par son long cou qui balance et crée l'équilibre, grâce à un petit muscle spécial qui le tire en avant.

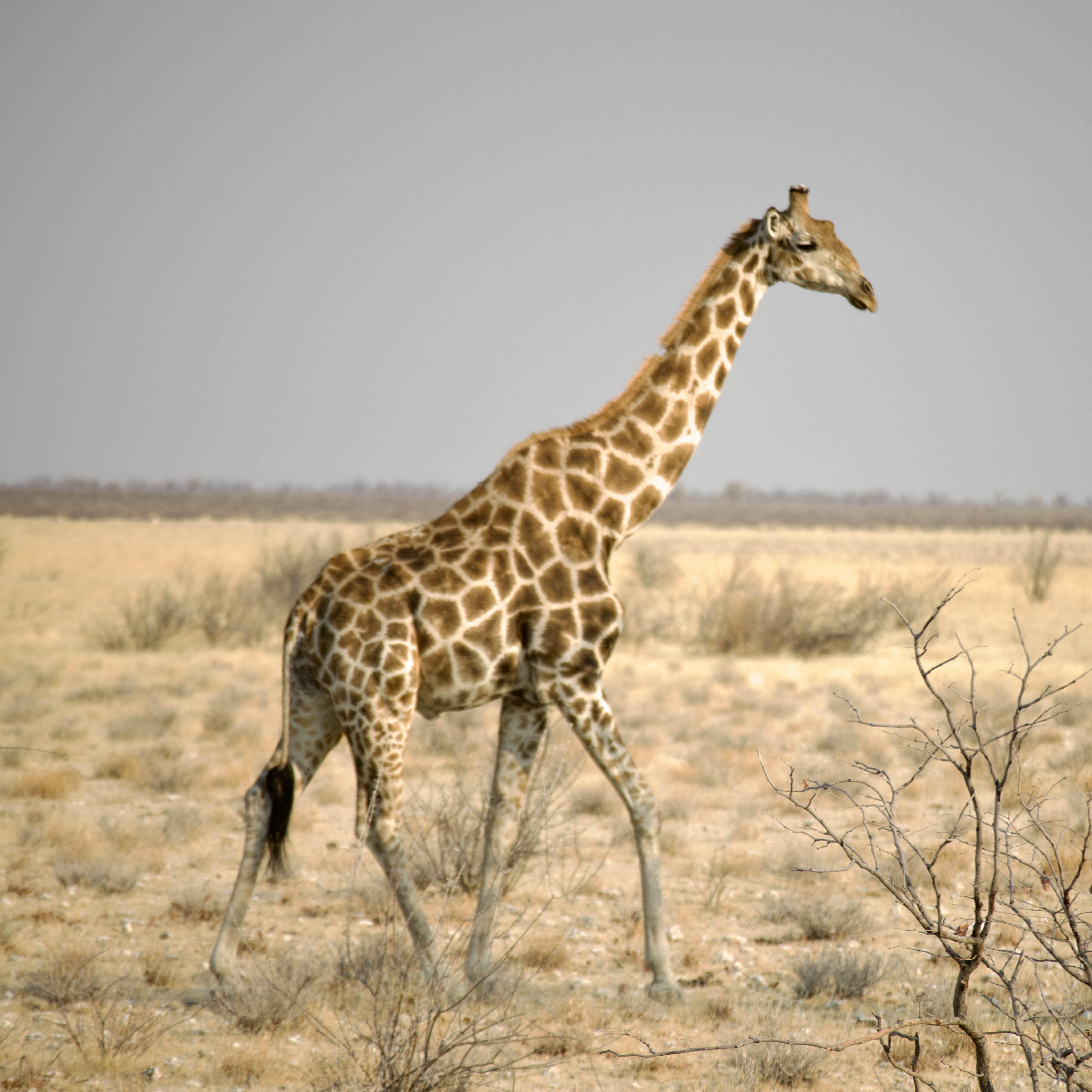
Girafe du parc national d'Etosha, Namibie

## Répartition géographique

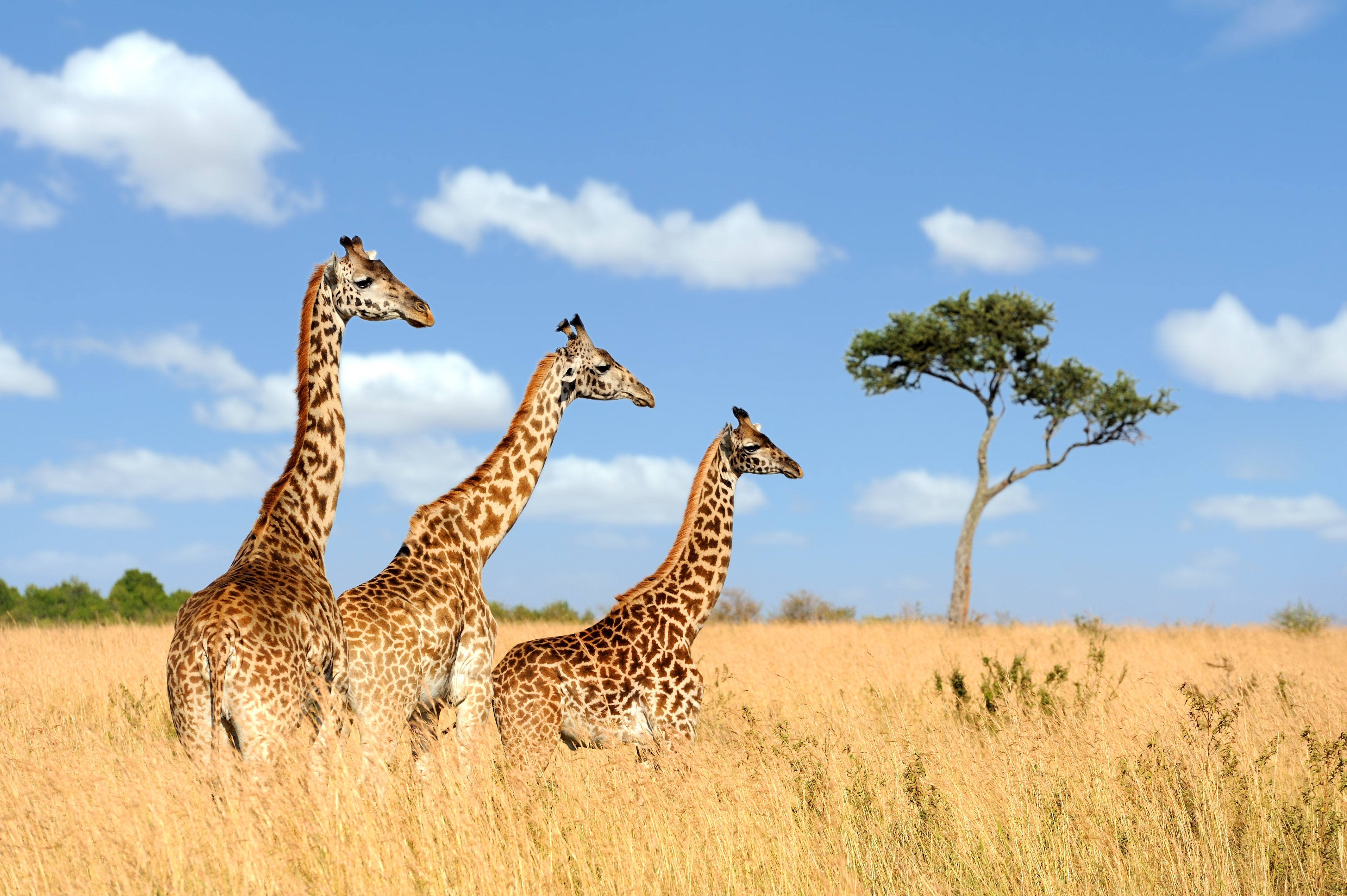
Trois girafes dans la réserve nationale du Masai Mara, au Kenya

La girafe vit dans la savane africaine. On la trouve du Tchad jusqu'en Afrique du Sud. Mais c'est principalement au Kenya, en Tanzanie, au Botswana et au Niger que l'on peut rencontrer des troupeaux de girafes. Elle était aussi présente en Afrique Australe (Angola, Botswana, Malawi, Mozambique, Namibie, Eswazitini, Zambie, Zimbabwe). Les girafes ont disparu de la plupart des pays de l'Afrique de l'Ouest. L'espèce a été réintroduite en Afrique du Sud pour les réserves de chasse[réf. souhaitée].

## Taxonomie et génétique, phylogénie

### Espèces et sous-espèces

Répartition des différentes sous-espèces de girafes en Afrique.

Une seule espèce (G. camelopardalis) et neuf sous-espèces sont généralement acceptées, avec notamment quelques variations de couleurs et de répartition géographique :
- la Girafe du Niger ou Girafe d'Afrique de l'Ouest — G. c. peralta Thomas, 1898 — Sud-Ouest du Niger ;
- la Girafe réticulée ou Girafe de Somalie — G. c. reticulata De Winton, 1899 — Nord-Est du Kenya, Éthiopie, Somalie ;
- la Girafe d'Angola — G. c. angolensis Lydekker, 1903 — Angola, Botswana, Namibie ;
- la Girafe du Cap ou Girafe d'Afrique du Sud — G. c. giraffa Schreber, 1784 — Afrique du Sud, Botswana, Zimbabwe, Mozambique ;
- la Girafe du Kordofan ou Girafe d'Afrique de l'Ouest — G. c. antiquorum Swainson, 1835 — Tchad, République centrafricaine, Nord-est du Cameroun ;
- la Girafe Masaï — G.c. tippelskirchi Matschie, 1898 — Centre et Sud du Kenya, Tanzanie, Est du Rwanda (P.N. de l'Akagera, introduite en 1986) ;
- la Girafe de Nubie — G. c. camelopardalis Linnaeus, 1758 — Soudan, Nord-Est de la République démocratique du Congo, Éthiopie ;
- la Girafe de Rothschild — G. c. rothschildi Lydekker, 1903 — Ouganda, Centre-Nord du Kenya ;
- la Girafe de Rhodésie, Girafe de Zambie ou Girafe de Thornicroft — G. c. thornicrofti Lydekker, 1911 — Zambie.

Les avis des scientifiques divergent au sujet des sous-espèces de girafes. Ainsi, en 2007, une étude moléculaire extensive de girafes confirme la différenciation génétique très nette d'au moins six populations. En 2016, une étude propose d'élever au rang d'espèce quatre taxons. En 2017, une réponse à l'étude de 2016 est publiée, relevant de nombreux points problématiques dans l'interprétation des résultats, et expliquant que les conclusions taxonomiques ne doivent pas être acceptées inconditionnellement. Une étude de 2020 montre qu'avec les mêmes données mais des hypothèses et méthodes taxonomiques différentes, on peut définir de deux à six espèces, et notamment que les méthodes de coalescence tendent à favoriser un fractionnement taxonomique excessif car elles délimitent des populations géographiques plutôt que des espèces. Globalement, les analyses phylogénétiques et la plupart des analyses génétiques de populations étayent plutôt l'hypothèse de trois espèces (G. camelopardalis, G. giraffa et G. tippelskirchi).
En 2021, une étude fondée sur le séquençage du génome entier conclut à l'existence de quatre espèces distinctes et de sept sous-espèces, représentées dans le cladogramme ci-dessous. Les huit lignées ainsi définies correspondent à huit des neuf sous-espèces traditionnelles, la girafe de Rothschild étant fondue dans G. camelopardalis camelopardalis.
- Giraffa
  - G. camelopardalis (Girafe du Nord)
    - 
      - G. c. antiquorum (Girafe du Kordofan)
      - G. c. camelopardalis (Girafe de Nubie)

    - G. c. peralta (Girafe du Niger)

  - G. reticulata (Girafe réticulée)
  - G. tippelskirchi (Girafe Masaï sensu lato)
    - G. t. tippelskirchi (Girafe Masaï sensu stricto)
    - G. t. thornicrofti (Girafe de Rhodésie)

  - G. giraffa (Girafe du Sud)
    - G. g. angolensis (Girafe d'Angola)
    - G. g. giraffa (Girafe du Cap)

### Génome
Les deux tiers environ du génome de la Girafe Masaï sont décryptés en 2016, puis presque 100 % de celui de la Girafe de Rothschild en 2021. Cette dernière étude compare aussi ces génomes à ceux de 50 autres ruminants dont l'Okapi, espèce la plus proche (mais de la taille d'un zèbre) dont les ancêtres ont divergé de ceux de la Girafe il y a environ 11,5 millions d'années,.
Le caryotype de la Girafe comporte 2 n = 30 chromosomes (15 paires), donc beaucoup moins que le dernier ancêtre commun (DAC) des artiodactyles (2 n = 58 ou 60). Le DAC des Pecora (dont dérivent les giraffidés et les bovidés) avait aussi, comme les bovidés actuels, 60 chromosomes. Alors que le DAC des bovidés procède de celui des Pecora par exactement trois fusions de chromosomes et trois fissions, celui des giraffidés implique au moins dix-sept fusions et quatre fissions.
Le génome de la Girafe comporte 2,44 Gb (milliards de paires de bases), et 97,95 % des bases nucléiques ont pu être attribuées à l'un des n = 15 chromosomes différents. 490 gènes de la Girafe portent des mutations spécifiques, la plupart liés aux caractéristiques de l'appareil cardiovasculaire, à la croissance osseuse et au système sensoriel. Le gène FGFRL1 notamment, porteur de sept mutations spécifiques, contrecarre — par un mécanisme encore inconnu — les effets néfastes de l'hypertension artérielle (la pression sanguine à la sortie du cœur est 2,5 fois plus élevée chez la Girafe que chez l'Homme, ce qui permet d'acheminer le sang jusqu'au cerveau situé 2 m plus haut). L'efficacité de ce gène de la Girafe contre les maladies (notamment du cœur et du rein) dues à l'hypertension a été vérifiée chez des souris génétiquement modifiées. Il leur confère aussi une plus grande densité minérale osseuse, utile chez la Girafe au maintien de sa haute stature,.
D'autres mutations spécifiques affectent des gènes liés au développement de l'œil et à la vision (les girafes ont la meilleure vision de tous les ongulés), et des gènes qui régulent le rythme du sommeil (les girafes à l'état sauvage ne dorment que 40 minutes par jour et environ 3 à 5 min à la fois). En revanche, la Girafe a perdu (par rapport à l'Okapi) au moins 53 gènes liés à l'olfaction (un sens sans doute peu utile, avec un nez à 6 m du sol),.

### Histoire évolutive
L'intérêt évolutif du long cou des girafes a longtemps été attribué à son efficacité pour l'accès à la nourriture (feuilles des arbres), d'autant plus que le registre paléontologique faisait jusqu'à récemment remonter l'apparition d'un long cou à 12–14 Ma, une période caractérisée en Afrique par une aridification du climat et le remplacement des prairies par des forêts. Mais pendant la saison sèche, quand la compétition est la plus intense, on observe que les girafes se nourrissent généralement sur des buissons plutôt que sur de grands arbres, et l'on observe aussi que les femelles se nourrissent la moitié du temps avec le cou à l'horizontale. Comparée à l'augmentation de la longueur des pattes, celle du cou est physiologiquement coûteuse car l'irrigation sanguine du cerveau implique un cœur hypertrophié et une pression artérielle très élevée. Une autre hypothèse invoque une sélection sexuelle liée au necking des mâles (voir plus haut) ; d'ailleurs, le crâne et le cou des femelles sont proportionnellement plus petits que ceux des mâles,.
L'hypothèse d'une sélection originellement sexuelle est renforcée en 2022 par l'étude d'un fossile apparenté aux girafes, Discokeryx xiezhi (en), qui vivait dans le nord-ouest de la Chine il y a environ 16,9 Ma (Miocène inférieur). Cet animal présente un crâne fortement ossifié en son sommet et des vertèbres cervicales denses en leur centre, avec les jointures les plus complexes de tous les mammifères connus (typiquement une adaptation aux combats tête contre tête), et déjà un cou relativement long,.

## La girafe et les hommes

### Menaces et conservation
La girafe est chassée pour sa viande et sa peau. Elle fut tuée aussi pour sa queue, utilisée comme monnaie primitive ou symbole d'autorité. En plus de ce braconnage, elle est menacée par la destruction de son habitat, notamment dans le Sahel où la déforestation est répandue. D'après l'Union internationale pour la conservation de la nature (UICN), on comptait 155 000 girafes vivant dans la nature en 1985 contre 97 500 en 2015, ce qui constitue une baisse des effectifs de l'espèce d'environ 40 % au cours des 30 dernières années[réf. souhaitée]. La population des girafes d'Afrique occidentale a baissé fortement dans les décennies récentes. En revanche, les populations de l'Afrique de l'Est et de l'Afrique australe sont stables, et, dans certaines régions, elles ont même augmenté. La girafe est une espèce protégée dans la plupart des pays correspondant à son aire de répartition.
On a estimé que la population totale des girafes représente 110 000 à 150 000 animaux en 2010, contre un million au milieu des années 1990. Les plus grandes populations nationales se trouvent au Kenya (45 000), en Tanzanie (30 000) et au Botswana (12 000). En 2019, leur nombre est estimé à 98 000. En 30 ans, 40 % des girafes ont disparu sur le continent africain selon une étude du National Geographic publiée en 2019.
Le dernier troupeau de girafes en liberté de toute l'Afrique de l'Ouest se trouve au Niger dans les environs de Kouré, à environ une heure de la capitale Niamey. Il fait l'objet d'un suivi par l'Association pour la sauvegarde des girafes du Niger (ASGN), impliquant les populations des villages avoisinants, permettant un repeuplement du troupeau. Afin d'éviter les problèmes de consanguinité, des échanges sont pratiqués avec des zoos et réserves d'autres continents.
La girafe de Rothschild, à cheval entre le Sud-Soudan et l'Ouganda, est menacée d'extinction, ne comptant plus que 650 individus, et est inscrite sur la liste des espèces en danger de l'Union internationale pour la conservation de la nature.
Selon la zoologiste Anne Innis Dagg, « sur les neuf sous-espèces, nous allons probablement en perdre quelques-unes » (The Times).
À ce jour, il n'existe en Europe aucune association de protection et sauvegarde ni de la girafe de Rothschild ni des autres sous-espèces menacées.
Le 22 août 2019, les délégués de la CITES ont reconnu que la survie des girafes était menacée. Par 106 voix contre 21 et 7 abstentions, la CITES a reconnu pour la première fois que le commerce de peau, de cornes, de sabots et d'os de girafes notamment constituait une menace pour la survie de l'espèce.

L'espèce dans sa globalité est classée comme vulnérable par l'UICN. Deux des neuf sous-espèces de girafes, la Girafe Masaï et la Girafe réticulée, sont classées par ce même organisme comme en danger d'extinction,, et deux autres, la Girafe du Kordofan et la Girafe de Nubie, sont en danger critique d'extinction,.

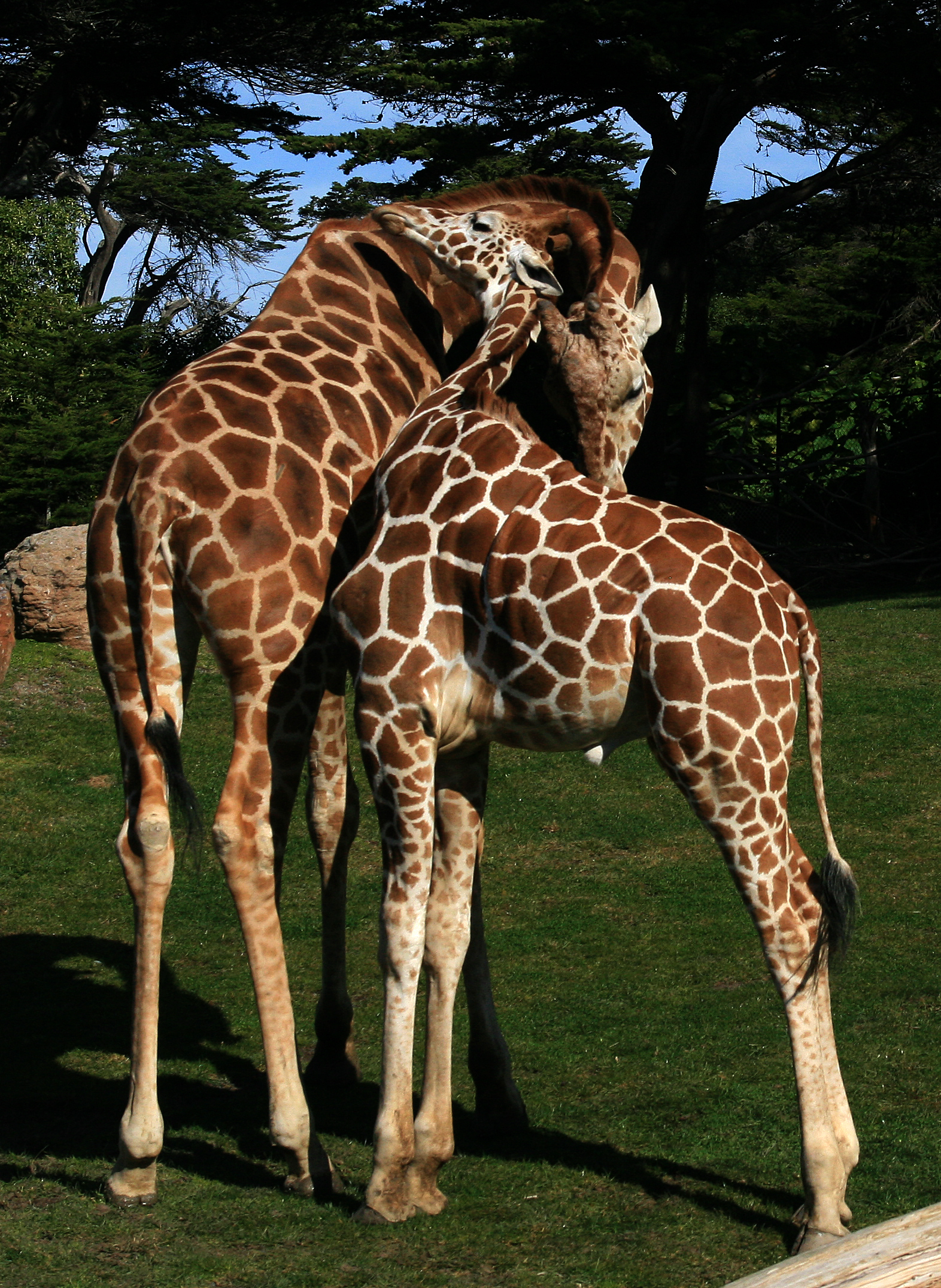
Comportement de necking, girafes du zoo de San Francisco.

### Une longue histoire
Les Grecs pensaient que la girafe résultait de l'union du chameau et du léopard[réf. nécessaire], d'où le nom scientifique camelopardalis (en grec ancien καμηλοπάρδαλις / kamêlopárdalis).
Selon Pline l'Ancien, le cortège ramenant Vercingétorix vaincu à Rome aurait comporté une girafe.
En Asie de l'Est et notamment au Japon où elle porte ce nom, la girafe est associée au qilin (ou kirin), animal mythique proche de la licorne. En effet, une girafe fut ramenée d'Afrique en Chine dès 1414 par Zheng He et accueillie par l'empereur Ming Yongle comme un qilin, témoignage de son bon gouvernement.
Elle a été décrite pour la première fois en France par Pierre Belon (1517-1564).
En 1809, Lamarck pensait qu'à force d'allonger le cou, elle avait transmis ce trait à sa descendance. En 1872, Darwin pensait que son long cou était dû à une sélection liée aux périodes de famines, où un ou deux pouces en plus faisaient la différence et permettaient de survivre. L'hypothèse de la sélection sexuelle est aussi avancée, les mâles se battant à coup de cou ou au contraire se caressant (comportement appelé necking).
En 1826, le vice-roi d'Egypte offre au roi Charles X de France une girafe prénommée Zarafa. Cadeau diplomatique qui fait sensation.

### Arts et culture
- Une girafe est visible sur une fresque de Giorgio Vasari au Palazzo Vecchio de Florence.
- Salvador Dalí a peint en 1937, pendant que la guerre civile faisait rage en Espagne, une toile intitulée La Girafe en feu (ce tableau est conservé au musée des beaux-arts de Bâle).
- Honoré de Balzac a fait imprimer Discours de la girafe au chef des six Osages prononcé le jour de leur visite au jardin du Roi, traduit de l'arabe par l'interprète de la girafe dont l'auteur est inconnu. François-René de Chateaubriand a écrit un pamphlet : La girafe ou le gouvernement des bêtes.
- En France, Sophie la girafe est un jouet en caoutchouc créé en 1961 et destiné à être mordillé par les nourrissons.
- En argot, une girafe est une personne de haute taille.
- L'expression « peigner la girafe » signifie ne rien faire ou perdre son temps. L'origine de cette expression, qui n'est pas attestée avant 1900, est inconnue[49]. On sait cependant que lorsqu'une girafe (nommée Zarafa) fut offerte à Charles X par le pacha d'Égypte, celle-ci eut un gardien personnel, qui répondit à ses supérieurs lui reprochant de ne rien faire qu'il était fort occupé à peigner la girafe[réf. nécessaire].
- La girafe est une métaphore de la communication non-violente.

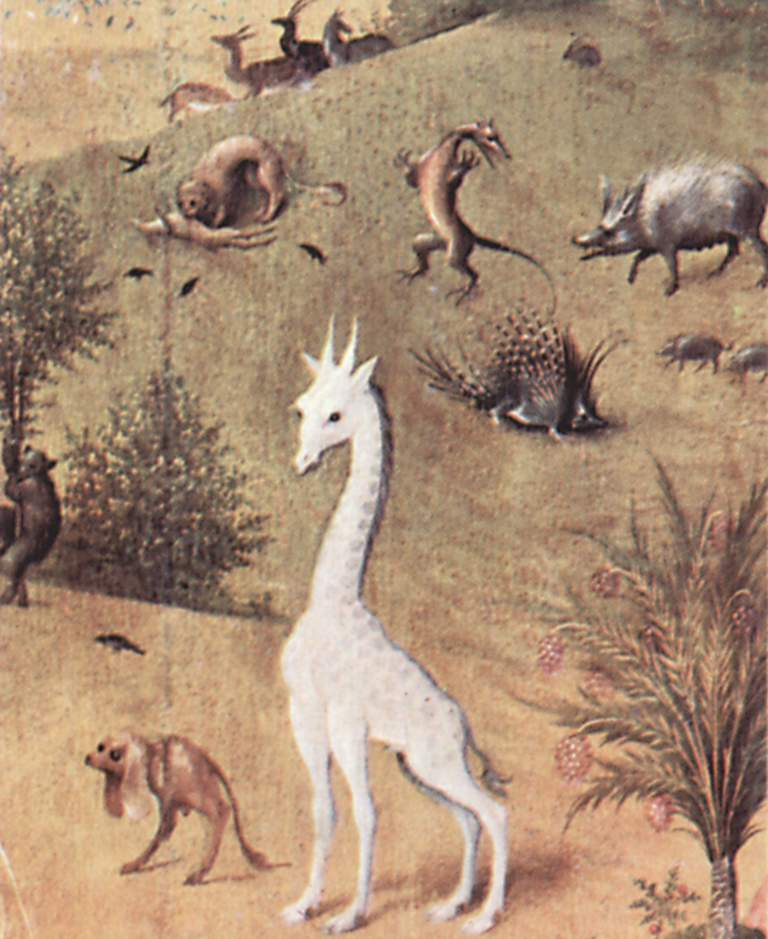
Girafe figurant sur le Paradis de Jérôme Bosch.
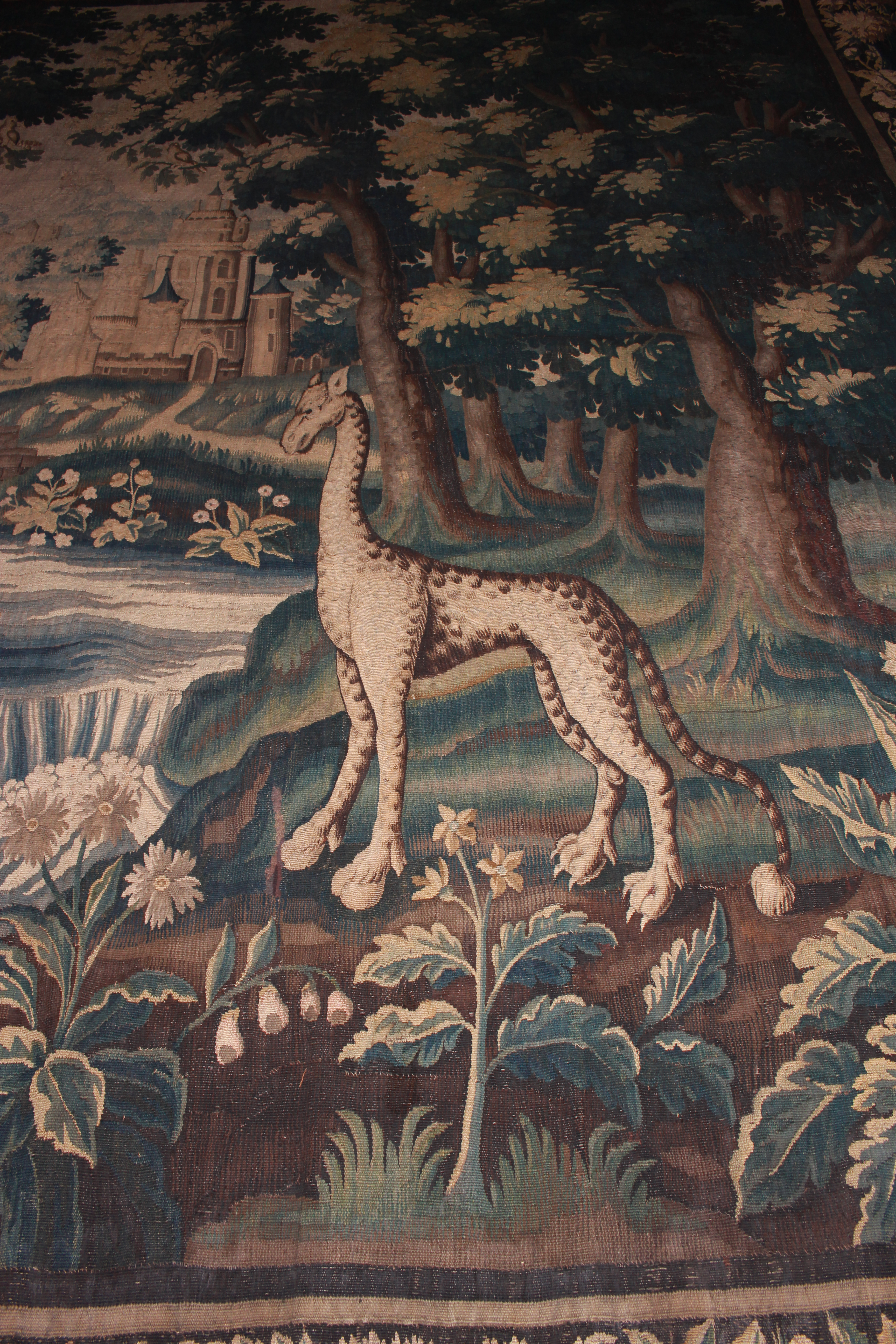
Représentation sur tapisserie. Verdure à la girafe, vers 1600, musée des Hospices civils de Lyon.
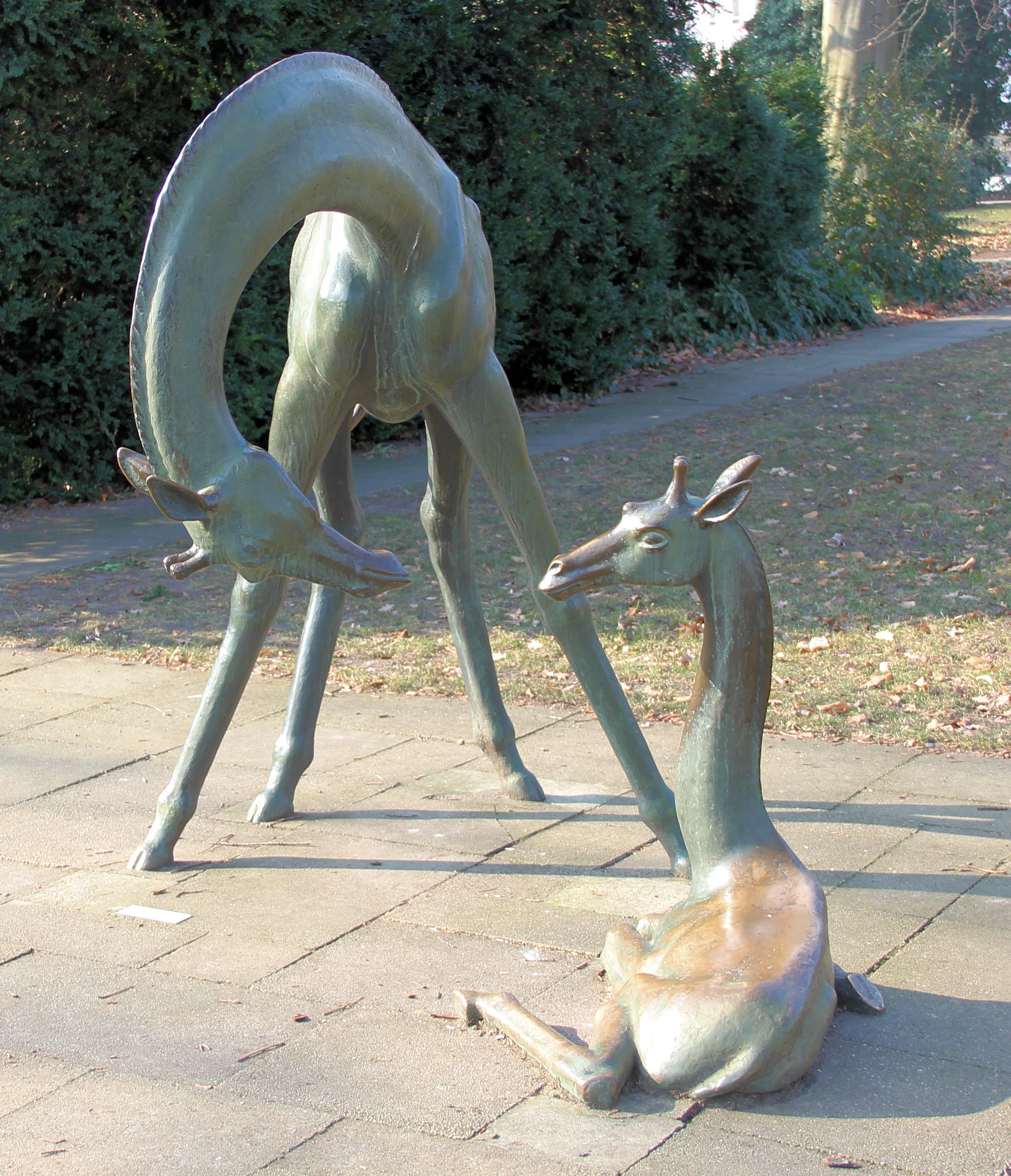
Deux girafes, sculpture de Hans-Detlev Hennig (1979).

### La girafe de Charles X
La première girafe à entrer vivante sur le sol français fut ramenée d'Égypte en 1827 par le naturaliste Étienne Geoffroy Saint-Hilaire : elle parcourut près de 800 km (dont plus de la moitié à pied) entre Marseille et le Jardin des plantes à Paris. L'événement eut à l'époque une portée considérable. Il s'agit de celle qui est actuellement visible, naturalisée, au Muséum d'histoire naturelle de La Rochelle. Le film Zarafa, sorti en France en 2012, raconte une histoire très librement inspirée de la réalité historique.

## Galerie

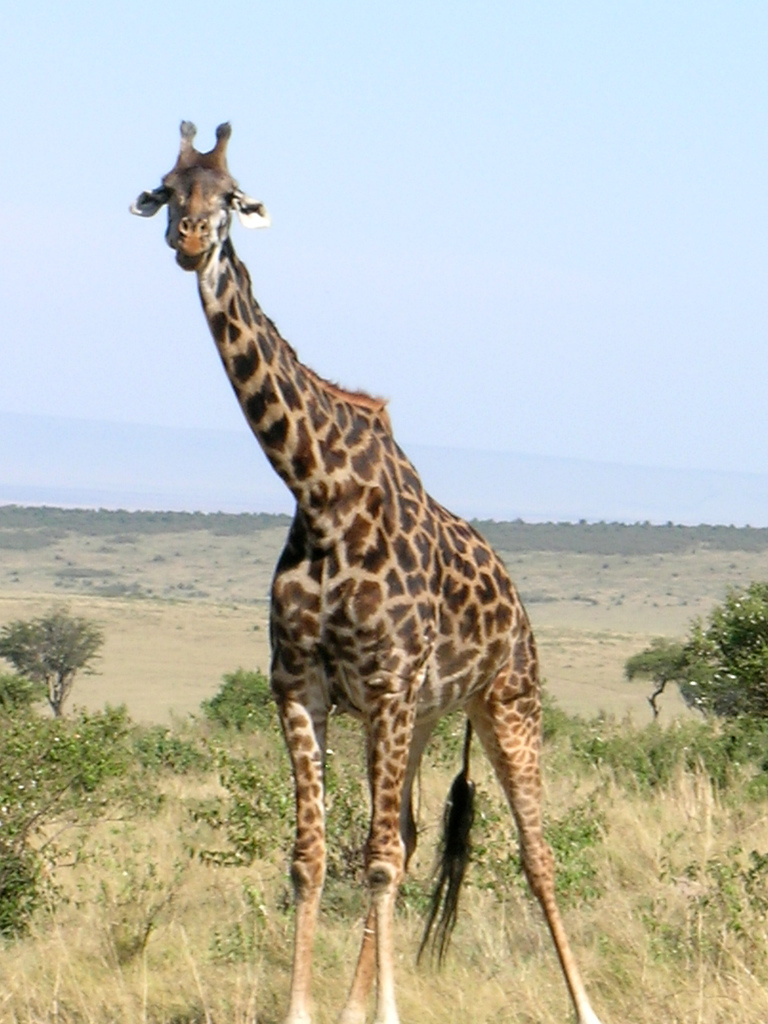
Girafe Masaï (G. c. tippelskirchi) au Kenya.
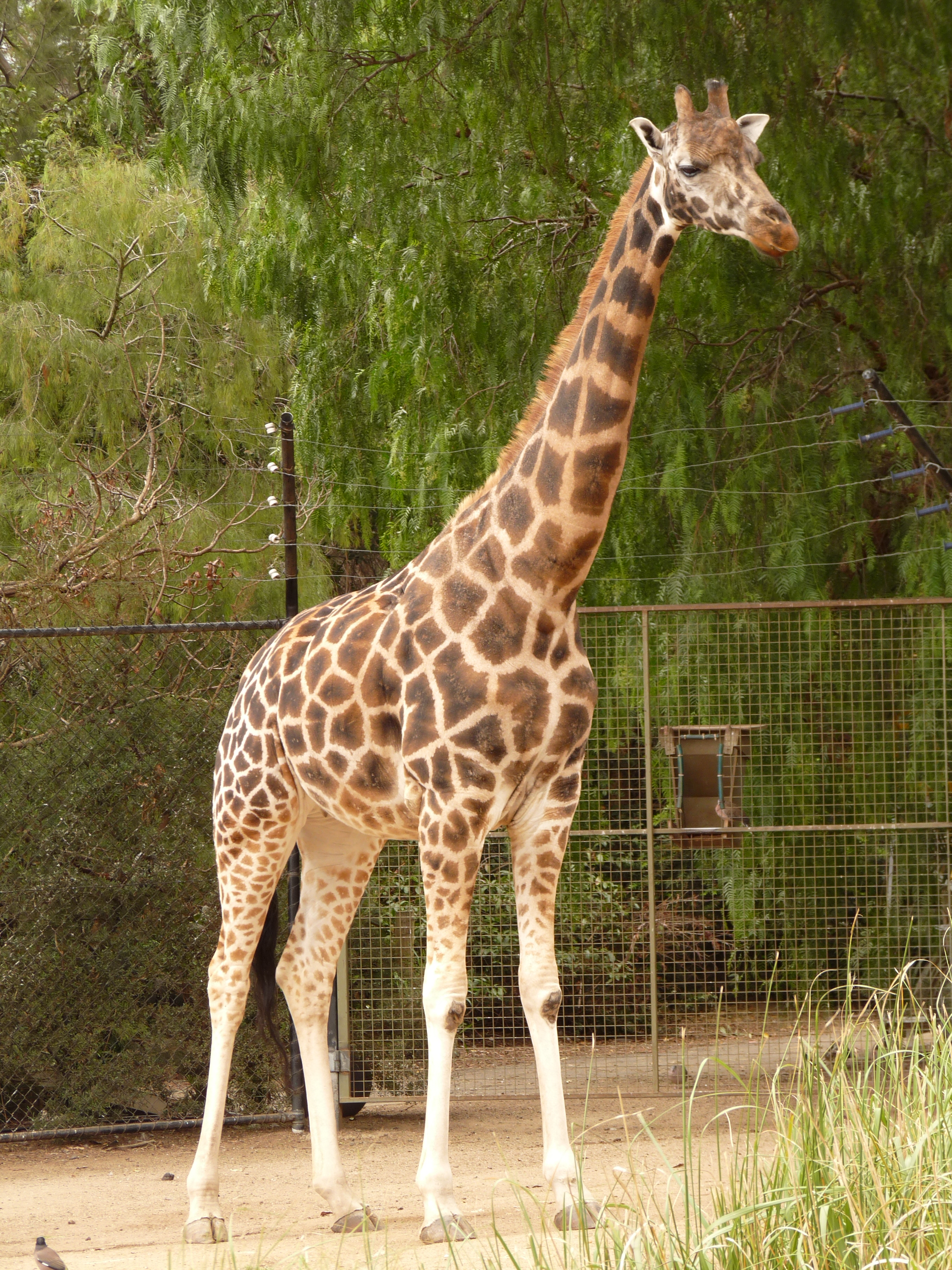
Girafe de Rothschild (G. c. rothschildi).
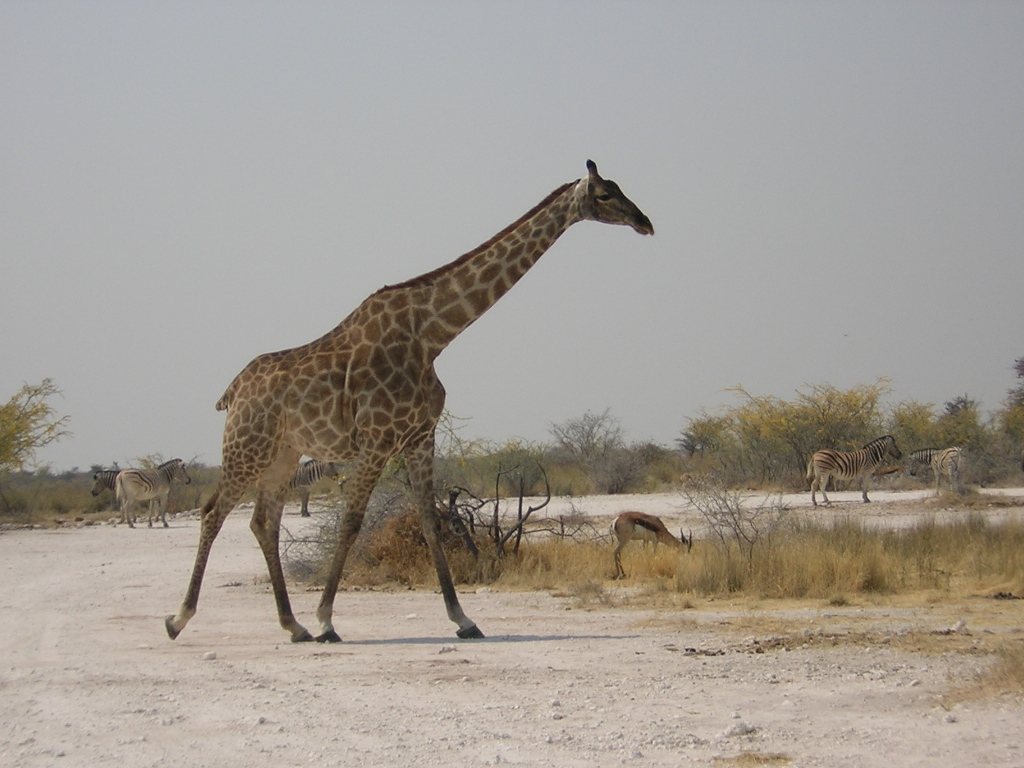
Girafe d'Afrique du Sud (G. c. giraffa).
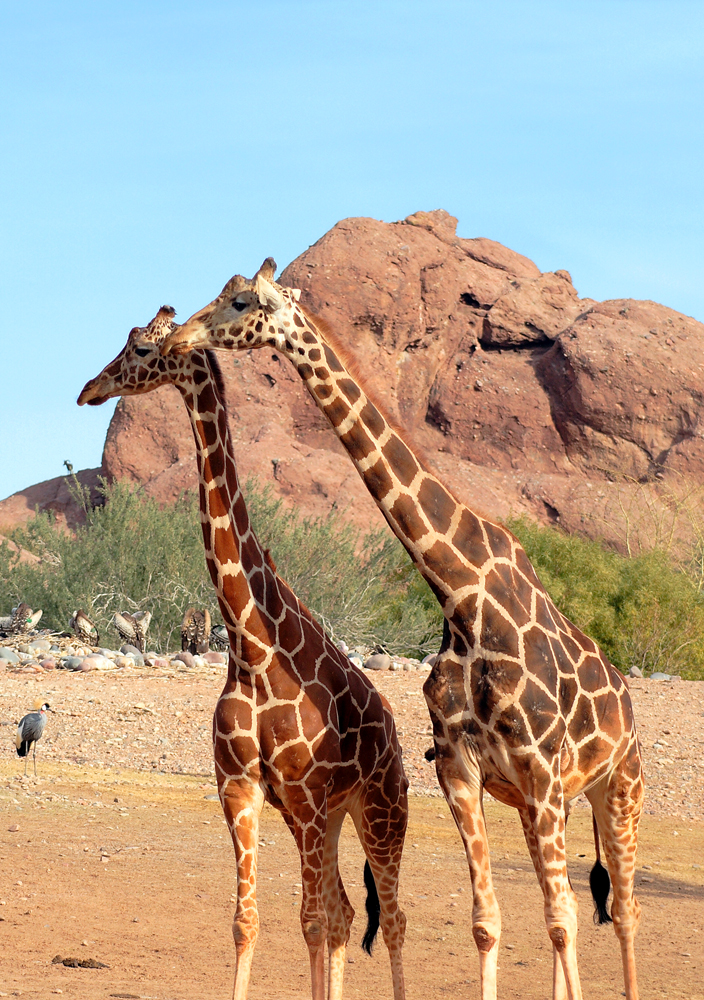
Girafe réticulée.
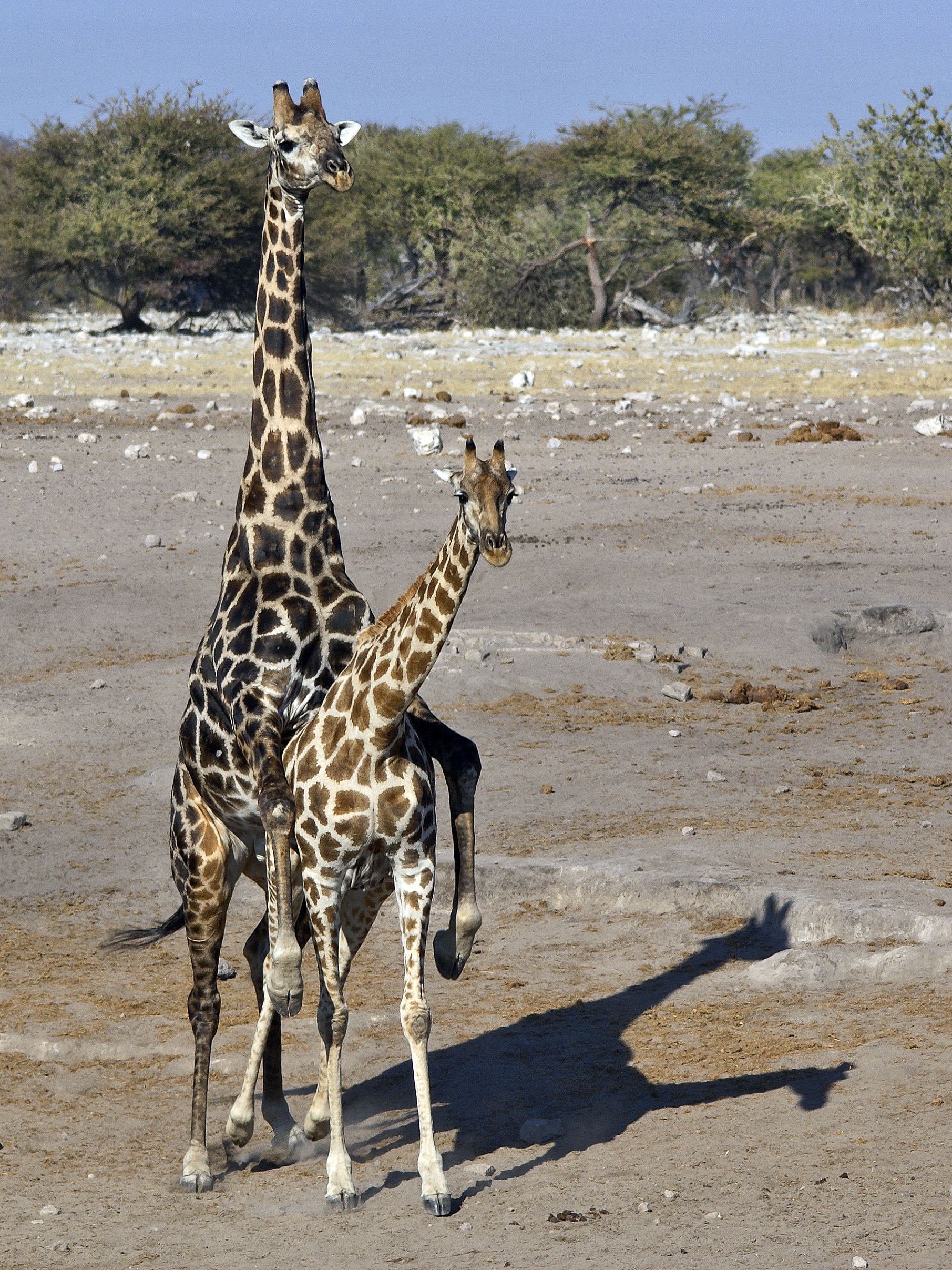
Girafes angolaises s'accouplant (G. c. angolensis).
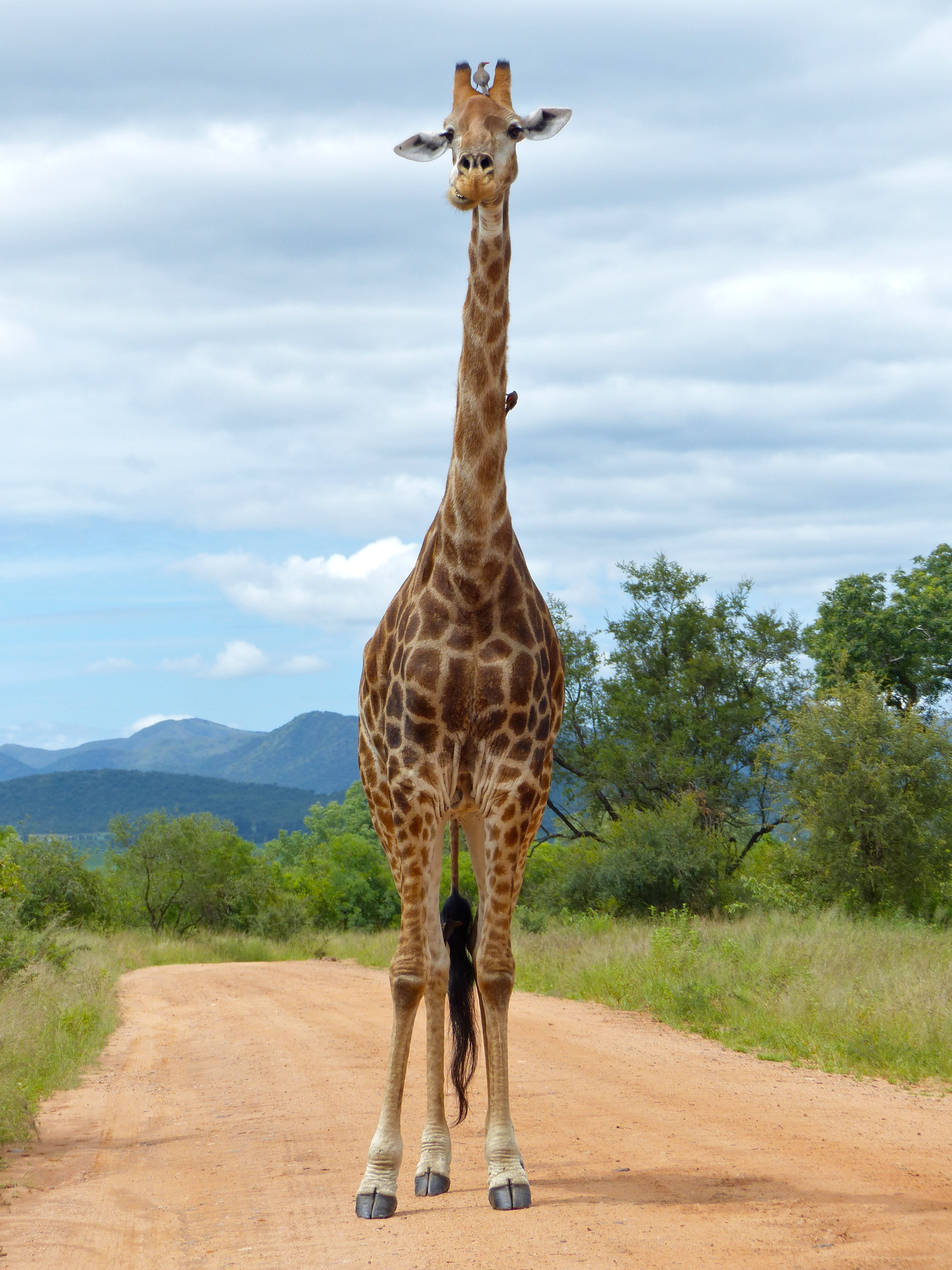
G. c. giraffa (Parc national Kruger, Afrique du Sud).
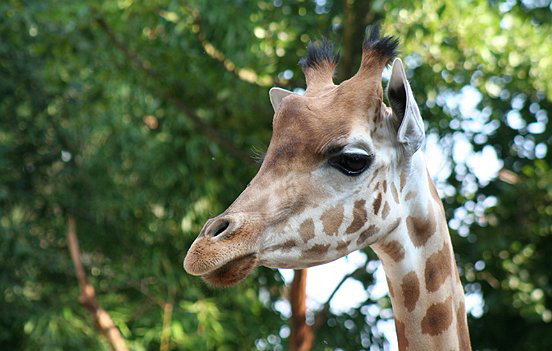
Girafe du Zoo des Sables.
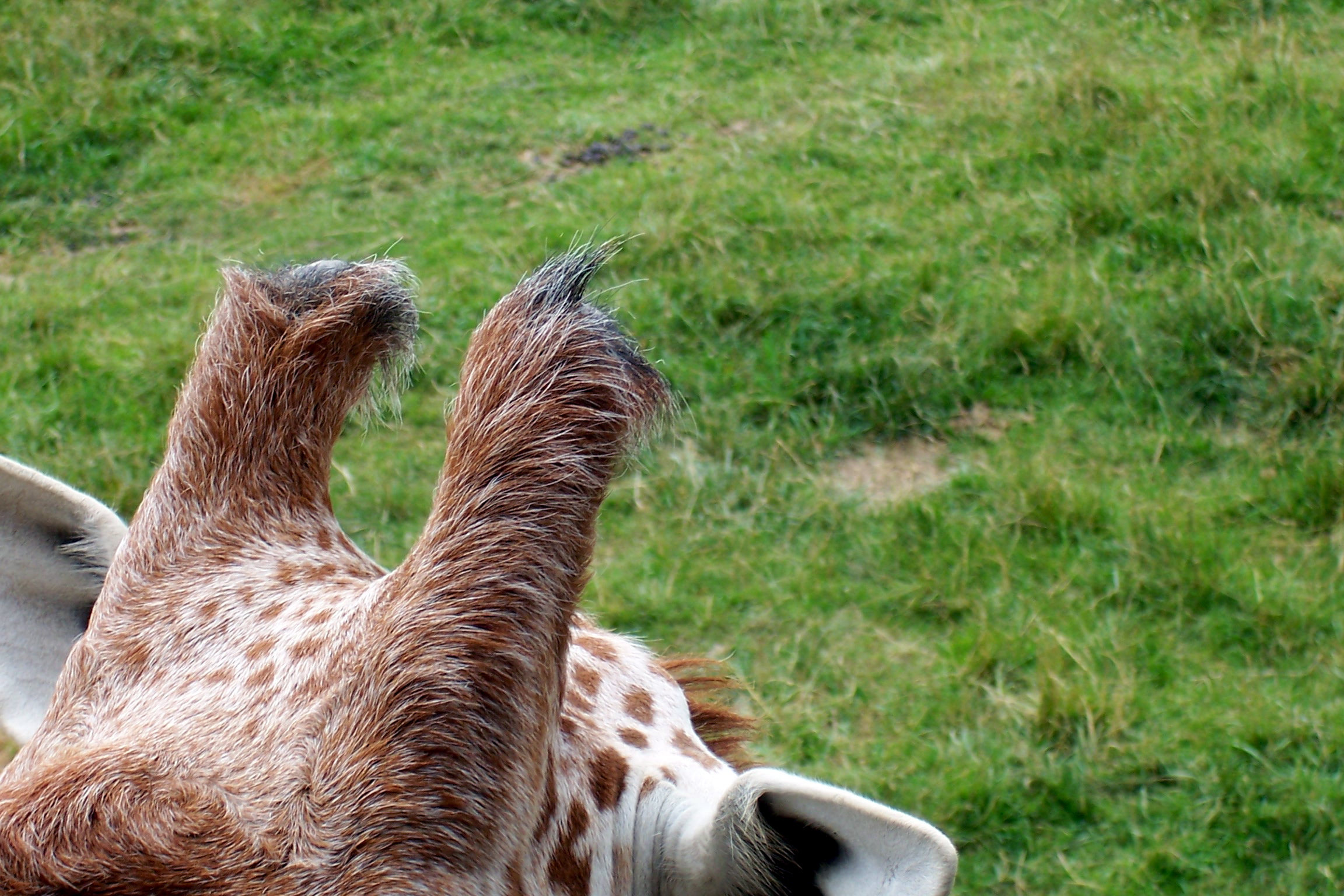
Ossicônes de la Girafe.
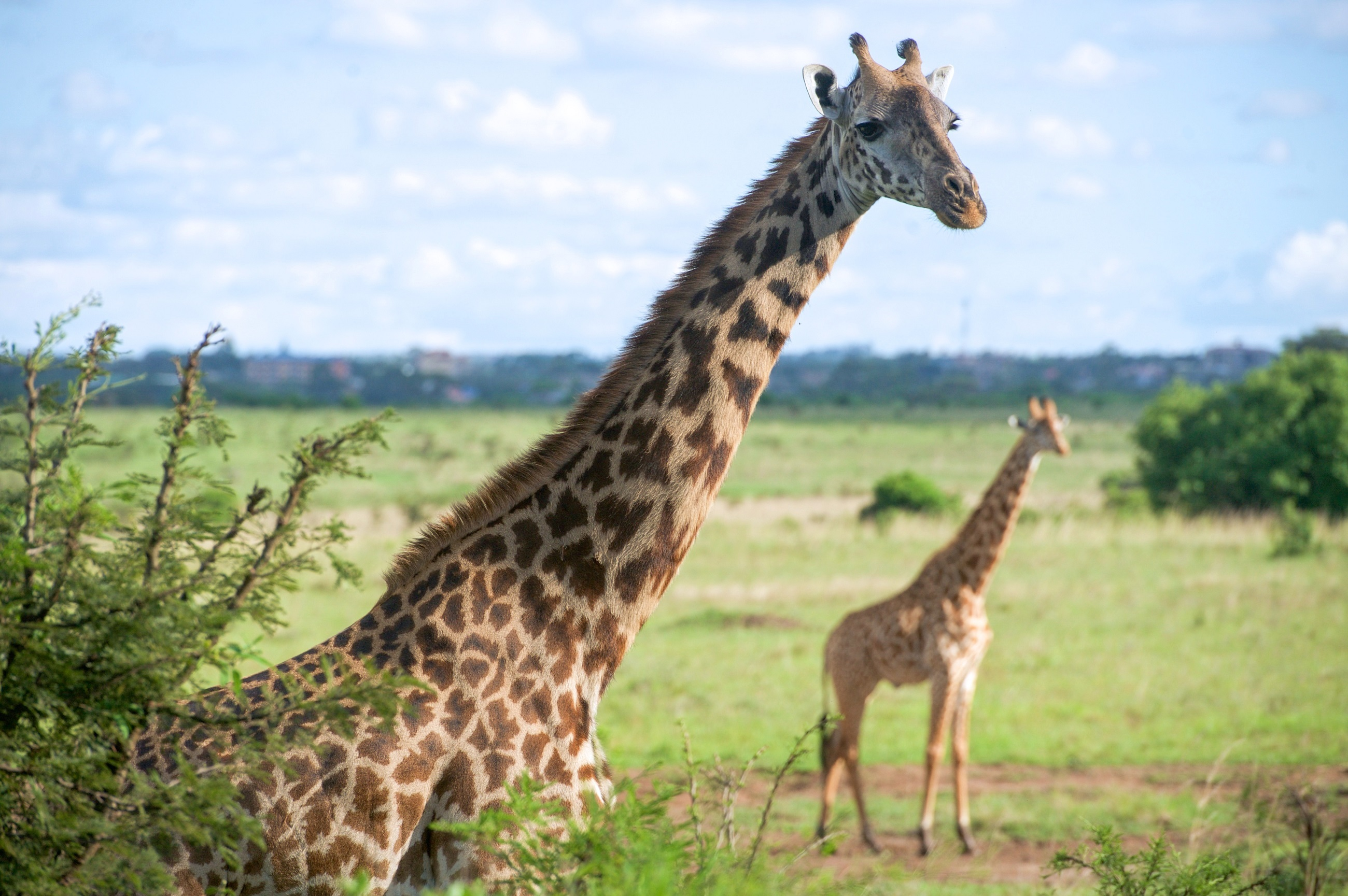
Deux girafes adultes.
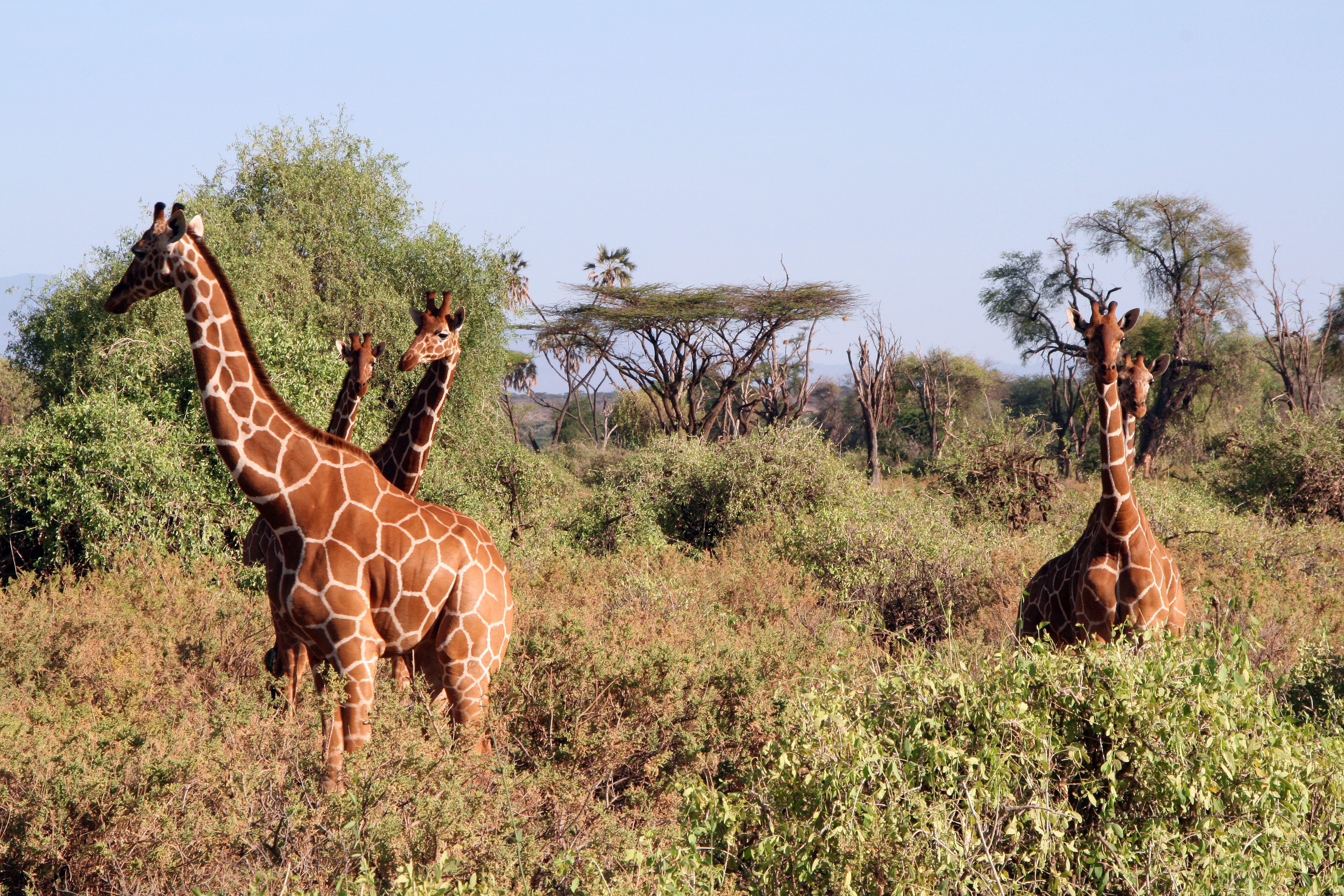
Girafes réticulées dans la réserve nationale de Samburu.